# Vincebus Eruptum
Vincebus Eruptum je debutové album americké rockové kapely Blue Cheer, vydané v lednu roku 1968. Producentem nahrávky byl Abe „Voco“ Kesh, který s kapelou spolupracoval i později, a vydala ji společnost Philips Records. V žebříčku Billboard 200 se album umístilo na jedenácté příčce. Nahráno bylo v roce 1967 v hollywoodském studiu Amigo Studios.

## Seznam skladeb
1. "Summertime Blues" (Eddie Cochran, Jerry Capehart) - 3:47
2. "Rock Me Baby" (B. B. King, Joe Josea) - 4:22
3. "Doctor Please" (Dickie Peterson) - 7:53
4. "Out of Focus" (Peterson) - 3:58
5. "Parchman Farm" (Mose Allison) - 5:49
6. "Second Time Around" (Peterson) - 6:17
7. "All Night Long" (Ralph Kellogg) - 2:06 (bonus na remasterovaném albu z roku 2003)

## Obsazení
- Dickie Peterson – zpěv, baskytara
- Leigh Stephens – kytara
- Paul Whaley – bicí